# راسم إشارة

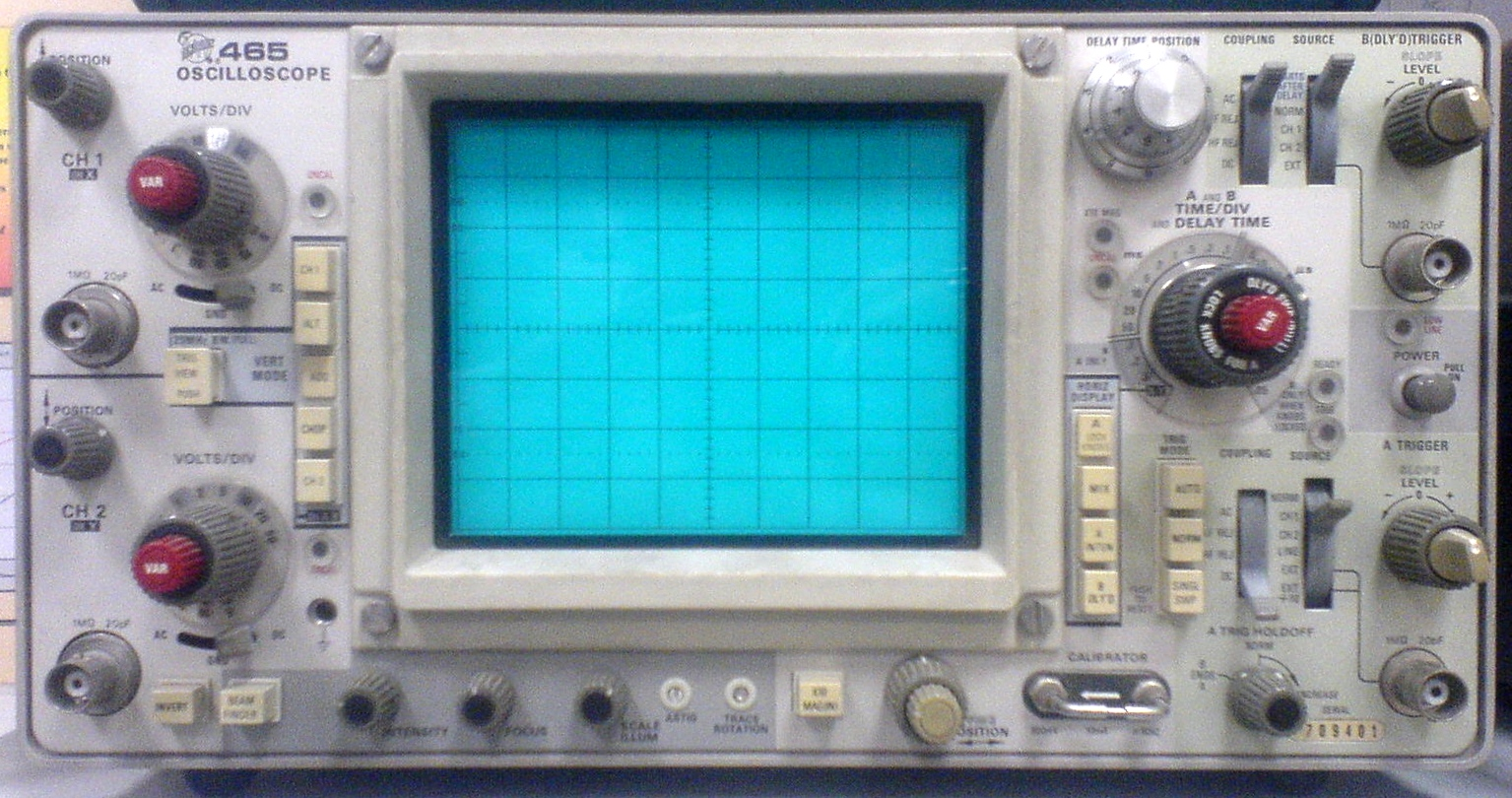
راسم الاهتزاز المهبطي يسمى أيضًا راسم التذبذب تيكترونيكس نوع 465.

مرسمة الذبذبات أو كاشف الاهتزاز أو راسم الاهتزاز المهبطي أو راسم الإشارة (بالإنجليزية: Oscilloscope)‏ (اختصار (ر إ م - CRO) أي راسم إشارة الأشعة المهبطية cathode-ray) هو جزء من جهاز قياس إلكتروني يسمح بإظهار ورسم جهد الإشارة عادة بشكل مخطط ثنائي الأبعاد للجهد الكهربائي (على المحور العمودي) مقابل الزمن (على المحور الأفقي) أو يستعاض عن الزمن بجهد آخر على المحور الأفقي.
و له مدخلان أي يستطيع رسم اشارتين مختلفتين وأما ان يرسم واحد منهما فقط على شاشة العرض أو يعرضهما معا ويمكن عرض قيمة طرح الاشارتين أو ضربها.
ويعتبر راسمة الذبذبات من الأجهزة الهامة والمستخدمة بكثرة كأجهزة معمل تُستخدم في دراسة أشكال الموجات للتيارات والجهود وقياس قيمها بالإضافة إلى القدرة والتردد، بمعنى أي كمية كهربائية وتشمل القيمة والشكل. كما يمكنه ربط هذه الكميات بالزمن على الشاشة. ويستخدم في اكتشاف الأعطال في جهاز المذياع والتلفاز وجميع الأجهزة الكهربائية في المعامل في حالات الأبحاث والتصميم.
و منها عادي ورقمي ويوجد برامج تحول الحاسب الشخصي إلى راسم إشارة عن طريق كارت الصوت.
من أشهر الشركات المصنعة لراسمات الإشارات شركة تيكترونيكس.

## المكونات الصندوقية للجهاز
يستخدم الجهاز صمام أشعة المهبط (CRT) والذي يعتبر قلب راسمة الذبذبات فهو الذي يولد الشعاع الإلكتروني ويعطي له السرعة العالية ويحرفه وذلك لخلق الصورة وإظهارها على الشاشة الفسفورية. ولإتمام هذه الأعمال فإنها تتطلب إشارات كهربائية وجهود عديدة. والتي يُزَود بها الجهاز بواسطة منبع قدرة مناسب. الجهد المنخفض مطلوب للمسخن الخاص بمدفع الإلكترون المتولد ثم تأتي الجهود العادية اللازمة لعملية التحكم في دوائره المختلفة.
وتثبت الألواح الأفقية والرأسية بين المدفع الإلكتروني والشاشة وذلك لكي تحرف الشعاع الإلكتروني طبقاً لإشارة الدخل. فيضرب الشعاع الإلكتروني الشاشة ويعطي نقطة مضيئة. هذه النقطة تحرف على الشاشة في الاتجاه الأفقي (المحور السيني) بمعدل زمني ثابت. ويتم ذلك بدائرة القاعدة الزمنية براسمة الذبذبات. وتدخل الإشارة المطلوب رؤيتها إلى ألواح الانحراف الرأسي من المكبر الرأسي. الذي يرفع قيمة إشارة الدخل إلى المستوى الذي يحرف الشعاع الإلكتروني بالصورة المطلوبة. وبالتالي فإن الشعاع الإلكتروني ينحرف في اتجاهين أفقياً على المحور السيني ورأسياً على المحور الصادي. ويُزَود الجهاز بدائرة اشعال لضبط الانحراف على المحورين بحيث يبدأ الانحراف على المحور السيني عند نفس النقطة لإشارة الدخل الرأسية في كل وقت بدأ فيه المسح.

## صمام شعاع المهبط

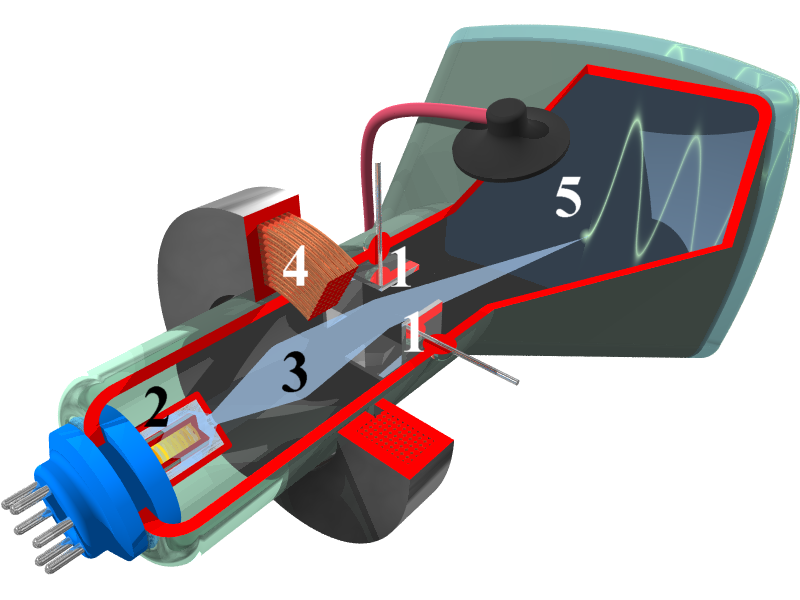
شكل توضيحي يظهر المكونات الداخلية لصمام شعاع المهبط، وفي الصورة حسب الأرقام. (1) إلكترود جهد الانحراف،(2) مدفع إلكتروني، (3) شعاع إلكتروني، (4) ملف تركيز الشعاع الإلكتروني (5) شاشة فسفورية

ويُعرف اختصاراً (CRT) وهي حروف آوائل الكلمات (Cathode Ray Tube) بالعربية (صمام شعاع المهبط)
يتكون صمام شعاع المهبط أساساً من المدفع الإلكتروني لإنتاج سيل من الإلكترونات وكذلك مصعد كهربائي (أنود) للتسريع والتركيز وذلك لإنتاج شعاع ضيق وشديد التركيز من الإلكترونات. ويتكون من الألواح الأفقية والرأسية للتحكم في مسار الشعاع. وغلاف من الزجاج مفرغ. بالإضافة إلى شاشة فسفورية والتي تعطي نقط مضيئة عندما تضرب بشعاع إلكتروني عالي السرعة.

### المدفع الإلكتروني
يتكون المدفع الإلكتروني في راسمة الذبذبات من مهبط يتم تسخينه بطريقة غير مباشرة، وشبكة تحكم تحيط بالمهبط، ومصعد تركيز، ومصعد تسريع. والوظيفة الفريدة لمكونات المدفع الإلكتروني هي إعطاء شعاع لإلكتروني مركز، والذي يتم تسريعه إلى الشاشة الفسفورية.
والمهبط (الكاثود) هو أسطوانة من النيكل مغطاة بغطاء مؤكسد. وينبعث منها العديد من الإلكترونيات عند التسخين. والسطح الباعث من الكاثود يجب أن يكون صغيراً قدر الإمكان، نظرياً نقطة، ومعدل الانبعاصات الإلكترونية (كثافة الشعاع الإلكتروني) تعتمد على تيار الكاثود، والذي يمكن التحكم فيه بشبكة التحكم مثل الصمامات المفرغة التقليدية.
وشبكة التحكم هي أسطوانة معدنية مغطاة في أحد أطرافها مع وجود ثقب صغير في الغطاء. ويكون جهد الشبكة سالب متغير (ve-)، وبالنسبة للمهبط وظيفتها تغيير الانبعاث الإلكتروني بحيث يتألق في نقطة تقابله مع الشاشة ووظيفة الثقب الصغير في الشبكة هو أن تمر الإلكترونات من خلاله ويتم تركيز الشعاع على طول محور الأنبوبة (الصمام)، ويخرج الشعاع من الثقب ويدخل مصعد ما قبل التسريع. والذي يأخذ شكل الأسطوانة المجوفة وجهد ذو مئات من الفولتات. ويكون موجباً (ve+) أكثر من الكاثود لكي يسرع الشعاع الإلكتروني في المجال الكهربائي. وسوف يتبعثر الشعاع الإلكتروني الآن بسبب اختلاف الطاقة ويعطي نقطة مضيئة ضعيفة وعريضة. ويتم تركيز هذا الشعاع على الشاشة بواسطة عدسات الكترواستاتيكية تتكون من اثنين أو أكثر من المصاعد الأسطوانية تسمى مصاعد التركيز. ومصعد التسريع منفصل عن مصعد ما قبل التسريع.
ومصاعد التركيز والتسريع يمكن أن تكون مفتوحة أو مغلقة في كلا الجانبين، وإذا تم تغطيتها فيجب أن يكون بها ثقوب في غطاء المصعد لتمر منها الإلكترونات ووظيفة هذه المصاعد هو التركيز والتوضيح للشعاع على الشاشة وأن تعجل من سرعة الإلكترونات، ويوجد فرق جهد بين هذين الإلكترودين حتى يتولد مجال كهربائي بينهما. وانتشار المجال الكهربائي يكون بسبب التنافر بين الخطزط الكهربائية فإذا رسمنا الخطوط متساوية الجهد، فإننا نجدها تنتفخ في منتصف المصعدين. وتتكون العدسات الالكترواستاتيكية من ثلاثة مصاعد.
وكما نعرف أن الإلكترونات تتحرك في الإتجاه المعاكس لخطوط المجال الكهربائي وأن الأسطح المتساوية الجهد هي عمودية على خطوط المجال الكهربائي. وبالتالي فإن القوة المؤثرة على الإلكترون ستكون في اتجاه عمودي على السطح المتساوي الجهد. فتدخل الإلكترونات عند خط المنتصف للمصعدين لا تعاني من أي قوة، ولكن الإلكترونات البعيدة عن خط المنتصف تعاني قوة عمودية على اتجاه السطح المتساوي الجهد وتنحرف. وكما هو موضح في الشكل فالسطح المتساوي الجهد فيه إلكترون سرعته V1 وبزاوية {\displaystyle \theta _{1}} يدخل عمودي على السطح المتساوي الجهد ويعاني قوة في اتجاه عمودي على السطح وبالتالي فإن السرعة تزيد إلى V2. والقوة الواقعة على الإلكترون تكون في اتجاه عمودي على السطح وبالتالي فإن المركبة العمودية لسرعة الإلكترون (V1N)، أما المركبة المماسة للسرعة (V1T) تبقى كما هي.
ومن الشكل:
{\displaystyle V_{1T}=V_{1}sin\theta _{1}}
{\displaystyle V_{2T}=V_{2}sin\theta _{2}}
ولكن: {\displaystyle V_{1T}=V_{2T}}
إذن: {\displaystyle V_{1}sin\theta _{1}=V_{2}sin\theta _{2}}
أو أن: {\displaystyle {\frac {V_{2}}{V_{1}}}={\frac {sin\theta _{1}}{sin\theta _{2}}}}
ومن المعادلة السابقة من لواضح أن السطح المتساوي الجهد يعمل كعدسة مقعرة في البصريات. ولذلك يسمى نظام التوضيح والتركيز بالعدسات الكهرواستاتيكية.
وبسبب وضع المصعد المتوسط عند جهد منخفض، يمر الشعاع الإلكتروني القادم من الكاثود خلال العدسة المقعرة الكهرواستاتيكية الأولى ويميل إلى أن يصبح محاذياً لمحور CRT، وعندما يدخل إلى العدسة الكهرواستاتيكية الثانية تُشكل بين المصعدين المختلفي الجهود فإنها توضح وتركز على الشاشة الفسفورية. والبعد البؤري للعدسات الكهرواستاتيكية يمكن ضبطه وذلك بضبط جهد الأنود المتوسط بالنسبة للأنودين الآخرين وبالتالي يتم التوضيح والتركيز للشعاع الإلكتروني على الشاشة تماماً.

### تجميع لوحة الانحراف
عندما يغادر الشعاع الإلكتروني المدفع الإلكتروني فإنه يمر خلال زوجين من ألواح الانحراف، ويُثبت أحد زوجي الألواح رأسياً ويحرف الشعاع أُفقياً، أي في اتجاه المحور السيني، ولذلك تسمى الألواح الأفقية أو ألواح المحور السيني (ألواح المحور X).
والزوجين الآخرين يثبتا أُفقياً ويحرف الشعاع الإلكتروني في الاتجاه الرأسي، أي في اتجاه المحور الصادي، وتسمى ألواح المحور الصادي (ألواح المحور Y). وهذه الألواح تحرف طبقاً لقيمة الجهد المسلط عليها. مثال ذلك إذا سُلط فرق جهد على مجموعة ألواح المحور الصادي فإن الشعاع سوف ينحرف إلى أعلى إذا كان اللوح العلوي (ve+)، وينحرف الشعاع إلى أسفل إذا كان اللوح السفلي (ve+). وكذلك بالنسبة لألواح المحور السيني عند تسليط فرق جهد عليها فإن الشعاع سوف ينحرف شمالاً أو يميناً طبقاً لما هو اللوح الموجب شمالاً أو يميناً
وعندما يسلط جهد جيبي متغير على ألواح المحور الصادي فإن الشعاع سوف يتحرك إلى أعلى أو أسفل طبقاً لتغير جهد الألواح. فإذا كان تردد التغير أكثر من 16 هيرتز (Hz) فإن الانحراف سوف يبقى خط رأسي عند منتصف الشاشة. وفي حالة تسليط الجهد الجيبي على ألواح المحور السيني، وكان تردد التغير أكثر من 16 هيرتز. فإن الانحراف سوف يكون خطاً أُفقياً وإذا سلط هذه الجهود على الألواح في نفس الوقت فإن الانحراف سوف يتناسب مع الجهد المسلط على زوجي الألواح.

### انحراف الإلكترونات المتحركة في صمام راسمة الذبذبات
نحن نعرف القوة التي قابلها الإلكترون عندما وضع في مجال كهربائي منتظم وهذا هو الأساس في انحراف الشعاع الإلكتروني بسبب ألواح الانحراف.
نفرض أن إلكترون سرعته الابتدائية u متر\ث. على المحور السيني عند النقطة 0 في الفرغ بين اللوحين B، A الذي طول كل منهما l متر والمسافة بينهما d متر. ونفرض أن فرق الجهد بينهما V فولت، وللتبسيط نفرض أن المجال الكهربائي منتظم ولا يمتد خارج أطراف الألواح.
سرعة الإلكترون على المحور لا تتغير وهي تساوي u حيث لا توجد قوة محورية. وبالتالي ليس هناك تسريع للإلكترون.
والفترة الزمنية التي يستغرقها الإلكترون بين اللوحين هي:
{\displaystyle t={\frac {l}{u}}}
وليس هناك سرعة ابتدائية على المحور الصادي، لكن هناك تسريع على المحور الصادي يعطى كالآتي:
m/sec2 {\displaystyle a_{y}={\frac {eE}{m}}={\frac {e}{m}}{\frac {V}{d}}}
وسرعة الإلكترون على المحور الصادي بعد زمن قدرة t ثانية يُعطى كالآتي
{\displaystyle V_{y}=o+a_{y}t}
{\displaystyle V_{y}={\frac {e}{m}}.{\frac {l}{u}}{\frac {V}{d}}}
وبعد مغادرة الإلكترون لألواح الانحراف. فإنه يسير في خط مستقيم حيث لا يؤثر عليها مجال. وإذا مدّ هذا الخط إلى الخلف فإنه سوف يقطع المحور السيني عند منتصف الألواح أي عند {\displaystyle X={\frac {l}{2}}} تقريباً. ونفرض أن S المسافة على المحور السيني من هذه النقطة وحتى الشاشة. إذاً فإن الانحراف Y يمكن تحديده بتماثل المثلثات.
{\displaystyle {\frac {Y}{S}}={\frac {V_{y}}{V_{x}}}={\frac {{\frac {e}{m}}.{\frac {V}{d}}{\frac {l}{u}}}{u}}}
أو
{\displaystyle Y={\frac {e/VS}{mdu^{2}}}}
نرمز لهذه المعادلة بالرمز (1)
وإذا فرضنا أن Va هي جهد التسريع، Vd هي جهد الانحراف. إذن.
{\displaystyle u={\sqrt {\frac {2eV_{a}}{m}}}}
أو
{\displaystyle u^{2}={\frac {2eV_{a}}{m}}}
بالتعويض عن قيمة u2 في المعادلة (1) نحصل على
{\displaystyle Y={\frac {e/sV}{md{\frac {2eV_{a}}{m}}}}={\frac {lSV_{d}}{2dV_{a}}}}
من المعادلة السابقة نستنتج أن بالنسبة لجهد التعجيل الثابت Va وأبعاد CRT فإن انحراف الشعاع على الشاشة يتناسب مباشرةً مع جهد الانحراف Vd. لذلك فإن CRT يمكن استخدامها كجهاز بيان للجهد الخطي. والصورة على شاشة الـ CRT تتبع التغير في جهد الانحراف Vd وبطريقة خطية.

### حساسية الانحراف لصمام شعاع المهبط
تُعرف بأنها الانحراف الرأسي للشعاع على الشاشة لكل وحدة جهد انحراف. وتُعطى بالمعادلة.
m/V {\displaystyle {\frac {Y}{V_{d}}}={\frac {lS}{2dv_{a}}}}
ومعامل الانحراف هو مقلوب حساسية الانحراف ويُعطى بالمعادلة.
m/V {\displaystyle {\frac {V_{d}}{Y}}={\frac {2dv_{a}}{lS}}}
وطول الأثر الذي نحصل عليه على الشاشة يساوي
{\displaystyle 2Y={\frac {lSV_{d}}{dV_{a}}}}
ومن المعادلات السابقة لحساسية الانحراف ومعامل الانحراف، يمكن أن نقول أن نعانل الانحراف للـ CRT يتغير خطياً مع جهد التعجيل. وعندما يزيد تعجيل الشعاع الإلكتروني عن الحد الطبيعي فإنه يكتسب طاقة حركة ويعطي صورة أكثر بريقاً على الشاشة، ولكنه يحتاج إلى جهد انحراف عالي حتى يمكن حرف الشعاع.
وقيم حساسية الانحراف التقليدية تتراوح بين mm/volt 0.1 وحتى 1 mm/volt.

### الشاشة الفسفورية
بعض المواد البلورية، مثل الفسفور لها خاصية بعث الضوء عند تعرضها إلى شعاع. وتسمى هذه الخاصية الفلورنسية للمواد. وهذه المواد الفلورنسية، تستمر في بعث الضوء حتى بعد توقف تعرضها للإشعاع، وتسمى الخاصية الفسفورية للمواد. والفترة الزمنية التي يحدث خلالها الانبعاث الفسفوري تسمى الثبات الفسفوري.
والحائط النهائي للـ CRT يسمى الشاشة وهي تغطى بالفسفور، وعندما يضرب الشعاع الإلكتروني الشاشة فإن بقعة مضيئة تظهر على الشاشة. والفسفور يمتص طاقة الحركة للإلكترونات التي تضربها وتبعث طاقة ذات تردد منخفض في الطيف المرئي.
ومن بين المواد الفلورنسية المستخدمة أورثوسيلكات الزنك، ويعطي أثر أخضر اللون وهو مناسب للملاحظات المرئية. وتنجستات الكالسيوم، يعطي اللون الأزرق. والإشعاعات فوق البنفسجية تناسب التصوير. وسلفات الزنك مع مواد أُخرى، تعطي ضوء أبيض مناسب للتلفاز. وكذلك فوسفات الزنك يعطي أثر بعد التوهج وهو مفيد عند دراسة الظواهر اللحظية حيث يثبت الأثر لفترة ما بعد اختفاء الظاهرة.
يمكن التحكم بشدة إضاءة النقطة المضيئة على الشاشة بواسطة مفتاح الشدة، ويمكن التحكم بحجمها بواسطة مفتاح الإحكام.
وتوضع على الشاشة علامات أفقية وأخرى رأسية لتعطي المستخدم قياسات صحيحة وتأخذ هذه العلامات شكل المستطيل

### القاعدة والجسم الزجاجي
وكل التجميع للمكونات يتم حمايتها في بيت زجاجي مفرغ تماماً وله الشكل لمخروطي بواسطة دعامات مناسبة. والجدران الداخلية للـ CRT بين الرقبة والشاشة تُغَطى بمادة موصلة تعرف بالأكيوداج وهذه الطبقة توصل كهربائياًَ إلى الأنود المعجل. وتزود هذه الطبقة لكي تسرع الشعاع الإلكتروني بعد مروره بين ألواح الانحراف ولكي تجمع الالكترونات الناتجة عن الانبعاث الثانوي الذي يخرج عندما يضرب الشعاع الإلكتروني الشاشة. وبذلك تمنع هذه الطبقة ظاهرة تجميع الشحنة السالبة (ve-) على الشاشة. ونصMل إلى حالة الاتزان على هذه الشاشة.

## وسائل التحكم الأساسية

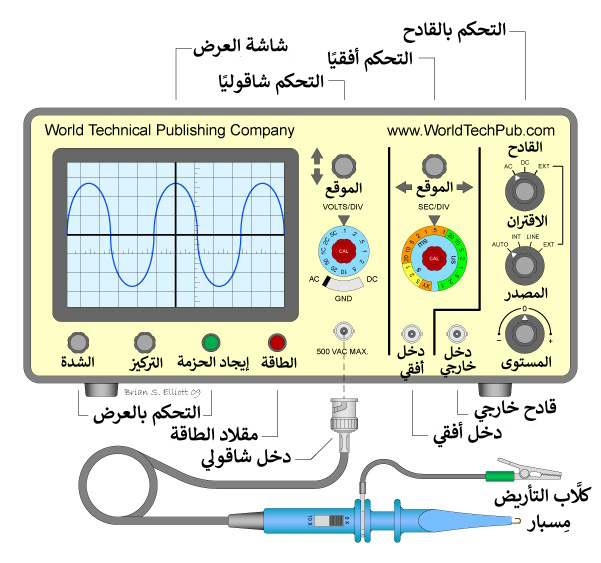
الواجهة الأمامية لراسمة الذبذبات. ويظهر في اليسار الشاشة، وعلى اليمين مفاتيح وسائل التحكم

يتوفر عدد من وسائل التحكم على لوحة جهاز الاسيسلسكوب لتسهيل العمل الصحيح لوظائفه. فالتحكم في الشدة هي وسيلة لضبط شدة الإضاءة على الشاشة. وتتم بتغيير الجهد بين الأنود الأول والثاني. والتحكم في الوضع الرأسي والأفقي بتحريك الشعاع الإلكتروني على أي جزء من الشاشة، وتتم بتسليط جهد تيار مستمر على حينها.

### نظام الانحراف الرأسي
وظيفة هذا النظام أن يعطي إشارة مكبرة بمستوى مناسب لتشغيل ألواح الانحراف الرأسية وبدون ادخال أي تشوية إلى النظام.
حساسية الدخل للكثير من راسمات الذبذبات هي في حدود قسم (milli-Volt) والجهد المطلوب لانحراف الشعاع الإلكتروني يتراوح بين 100 إلى 500 فولت (من قمة إلى قمة)، وهذا يعتمد على جهد التعجيل وتكوين الأنبوبة. وبالتالي فإن المكبر الرأسي يجب أن يعطي الكسب المطلوب من دخل المللي فولت إلى عدة مئات من الفولتات (من قمة إلى قمة) بالخرج. وكذلك يجب أن لا يشوه المكبر الرأسي شكل الموجة الداخلة وأن تكون استجابته جيدة لكل مدى التردد المقاس.
وتمثل ألواح الانحراف في راسمة الذبذبات ألواح مكثف، وعندما تزيد تردد إشارة الدخل عن 1 ميجا هرتز (1MHZ). عندها يزيد تيار الشحن. والتفريغ لمكثف ألواح الانحراف. لذا فإن المكبر الرأسي، يجب أن يكون قادراً على تغذية التيار الكافي لشحن وتفريغ ألواح الانحراف.
نعرف أن الإشارة الكهربائية تؤخر لفترة زمنية معينة عندما ترسل خلال دائرة إلكترونية في راسمة الذبذبات. وأن جهد إشارة الخرج للمكبر الرأسي يغذي الألواح الرأسية لصمام شعاع المهبط. ويستخدم جزء منه لإثارة دائرة مولد القاعدة الزمنية، الذي يغذي خرجه ألواح الانحراف الأُفقية خلال المكبر الأُفقي. وكل العملية التي تشمل توليد وتشكيل نبضة الإثارة، وبدء عمل مودل القاعدة الزمنية وتكبيرها يستغرق زمناً في حدود 100 نانو ثانية (100ns). لذا فإن إشارة الدخل لألواح الانحراف الرأسي لصمام شعاع المهبط، يجب أن تؤخر على الأقل نفس الزمن السابق أو أكثر قليلاً منه. لكي تسمح للمشغل لرؤية الحافة الأمامية لشكل الإشارة تحت الدراسة على الشاشة. ولهذا الغرض توضع دائرة خط تأخير بين المكبر الرأسي وألواح صمام شعاع المهبط.

### نظام الانحراف الأُفقي
تدخل الإشارة الخارجية إلى ألواح الانحراف الأُفقية، من خلال المكبر الأُفقي مع وضع مفتاح اختبار المسح في الوضع (EXT). والمكبر الأُفقي يماثل المكبر الرأسي حيث يزيد من قيمة إشارة الدخل إلى المستوى المطلوب، لألواح الانحراف الأُفقية لصمام شعاع المهبط. وعندما يتطلب الأمر إظهار دالة الزمن على شاشة صمام شعاع المهبط. فإن مفتاح اختيار المسح يوضع في الوضع (INT).

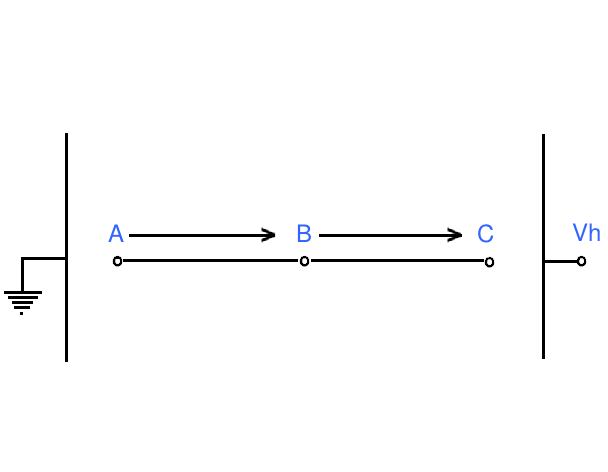

ولتوضيح نموذج القاعدة الزمنية الخطية، نفرض أننا أدخلنا إشارة جهد سن المنشار المثالية إلى ألواح الانحراف الأُفقية مع بقاء جهد ألواح الانحراف الرأسية عند قيمة الصفر، الأشكال في الأعلى.
في البداية عند النقطة A للزمن، جهد الإشارة أقصى ما يمكن، لكن (ve-) سالب لذا فإن النقطة المضيئة على الشاشة للإسليسكوب سوف تكون عند أقصى وضع في الشمال ثم عند النقطة B للزمن فإن جهد الإشارة المسلط على الألواح الأفقية يساوي صفراً لذا فإ`ن النقطة المضيئة سوف تكون في مركز الشاشة. وعندما يزيد الجهد في الاتجاه الموجب (ve+) ويصبح قيمة عظمى قبل النقطة C مباشرة. فإن النقطة المضيئة سوف تكون في أقصى يمين الشاشة (قبل النقطة مباشرة). ثم تبدأ الدورة التالية لجهد سن المنشار ويصبح الجهد مرةً أُخرى أقصى قيمة سالبة (ve-) فتذهب النقطة المضيئة من أقصى يمين الشاشة. إلى أقصى يسارها في لا وقت.
إذن تتحرك النقطة المضيئة من اليسار إلى اليمين على نفس المسار مرات عديدة مع كل دورة جهد سن المنشار المسلط على الألواح الأُفقية. لذا فإن خط مستقيم أُفقي يظهر على شاشة راسمة الذبذبات.
نستنتج من السابق أن النقطة المضيئة تتحرك من اليسار إلى اليمين بسرعة منتظمة، فتعطي قاعدة زمنية خطية ظاهرة على الشاشة كدالة الزمن. ولتوضيح فكرة القاعدة الزمنية نفرض إشارة ذات جهد جيبي
Vv وذات فترة زمنية T سلطت على ألواح الانحراف الرأسية، وإشارة جهد سن المنشار Vh ذات الفترة الزمنية T سلطت على ألواح الانحراف الأُفقية كما هو موضح في الأشكال جانباًً
عند الزمن صفر فإن النقطة المضيئة سوف تكون في أقصى يسار مركز الشاشة، لأن قيمة Vv = صفر، Vh = أقصى قيمة سالبة.
وعند الزمن {\displaystyle {\frac {T}{4}}} فإن النقطة المضيئة تكون على ربع الطريق في الاتجاه الأُفقي على الشاشة، وعند أقصى قيمة موجبة فوق خط السنتر وفي الاتجاه الرأسي بسبب وجود أقصى قيمة موجبة Vv.
وعند الزمن {\displaystyle {\frac {T}{2}}} فإن قيم كل من Vh ، Vv تساوي صفراً. وتكون النقطة المضيئة في منتصف الشاشة.
وعند الزمن {\displaystyle {\frac {3}{4}}T}، تكون النقطة المضيئة عند {\displaystyle {\frac {3}{4}}} المسافة على الخط الأفقي على الشاشة، وعند القيمة القصوى السالبة للانحراف في الاتجاه الرأسي.
وفي النهاية وعند نهاية الزمن تصبح النقطة المضيئة في أقصى اليمين على الخط الأُفقي والقيمة صفر على الخط الرأسي على الشاشة. ثم تعود النقطة إلى البداية لعمل أثر جديد. وبهذه الطريقة فإن الجهد الجيبي المسلط على ألواح الانحراف يظهر على الشاشة. فإذا خفضنا الفترة الزمنية للموجة الجيبية إلى النصف عندئذٍ تظهر دورتين للموجة الجيبية بدلاً من واحدة على الشاشة.
ومن السابق يتضح أنه يجب أن تتوفر الظروف الآتية لكي نحصل على شكل موجي لإشارة الدخل، التي تسلط على نظام الانحراف الرأسي، بحيث يكون نموذج ثابت على شاشة راسمة الذبذبات:
- كلا الإشارتين الأفقية والرأسية يجب أن تبدأ في نفس اللحظة.
- النسبة بين تردد الإشارة الأُفقية، والإشارة الرأسية يجب أن يكون عدد صحيح أو كسر.

ولتحقيق هذه الظروف يتم توليد موجة سن المنشار ويتم تزامنها مع إشارة الدخل الرأسية بواسطة دائرة الإشعال ومولد القاعدة الزمنية.
وعند وضع مفتاح الاختيار في الوضع (INT). فإن المكبر الأُفقي يستقبل دخله من مولد القاعدة الزمنية. والذي يعطي القاعدة ويتحكم في معدل مسح الشعاع على وجه شاشة صمام المهبط. ويتم إثارة أو بدء تشغيل مولد القاعدة الزمنية بواسطة دائرة الإشعال (البدء). والتي تؤكد أن المسح الأُفقي يبدأ عند نفس النقطة الخاصة بإشارة الدخل الرأسية.
ومن الضروري أن يتزامن المسح بالإشارة تحت القياس لكي نحصل على نموذج ثابت. ونسبة تردد القاعدة الزمنية وتردد الإشارة تحت الاختبار يجب أن يكون عدد صحيح. وإلا فإن النموذج لن يكون ثابتاً. ولاختيار نوع التزامن يُستخدم مفتاح تزامن. وفي حالة وضع المفتاح على وضع داخلي (Internal mode) فإننا نحصل على إشارة بدء التشغيل من المكبر الرأسي الذي يكون دخله هو الإشارة تحت القياس.
وعند وضع المفتاح على وضع خارجي. فإن إشارة بدء التشغيل تأتي من مصدر خرجي وعند وضع المفتاح على وضع خط (Line)، نحصل على إشارة البدء من منبع القدرة أي 230V ، 50HZ
يستخدم عادةً نوعين من مولدات المسح. الأول يولد إشارة سن المنشار ذات التردد الثابت سواء توجد إشارة دخل رأسية أو لا توجد، وتسمى هذه الحالة التشغيل الحر (Free running) وفي هذا النوع فإنه من الضروري ضبط تردد إشارة سن المنشار، لنحصل على النموذج الثابت. والنوع الثاني من مولد المسح. يتم فيه إثارة المسح بواسطة الإشارة تحت القياس، وبالتالي فليس هناك حاجة لضبط التزامن.
وأحياناً يتم المسح بدون إشارة سن المنشار في راسمة الذبذبات لبعض التطبيقات الخاصة.

### التحكم في الوضع
يوجد في جهاز راسمة الذبذبات مفتاحين دوارين، الأول للتحكم في الوضع الأفقي والثاني للتحكم في الوضع الرأسي. وبالتالي فإن النقطة المضيئة يمكن تحريكها إلى اليسار وإلى اليمين أي أُفقياً بواسطة المفتاح الدوار. والذي ينظم جهد التيار المستمر المسلط على ألواح الانحراف الأُفقية. بالإضافة إلى موجة سن المنشار. وبالمثل فإن النقطة المضيئة يمكن تحريكها إلى أعلى وإلى أسفل أي رأسياً بواسطة المفتاح الدوار الآخر. وهو ينظم جهد التيار المستمر المسلط على الألواح الرأسية بالإضافة إلى الإشارة.

### التحكم في شدة الإضاءة
يتم التحكم في جهد شبكة التحكم بالنسبة للمهبط (الكاثود) بواسطة مقاومة متغيرة لكي تتحكم في شدة الإضاءة.

### التحكم في التركيز
في المدفع الإلكتروني الخاص بصمام شعاع المهبط فإن المصعد (الأنود) المتوسط يكون جهده منخفض القيمة بالنسبة للأنودين الآخرين. وهو يعمل مثل عدسات إلكتروستاتيكية، والبعد البؤري لهذه العدسات يمكن تغييره بتغيير الجهد للأنود المتوسط بالنسبة للأنودين الآخرين. وبالتالي فإن تركيز الشعاع الإلكتروني يتم التحكم به بواسطة مقاومة متغيرة، وبزيادة الجهد الموجب (ve+) المسلط على أنود التركيز، فإن الشعاع الإلكتروني يضيق وتظهر النقطة المضيئة على الشاشة صغيرة جداً كسن الدبوس.

### التحكم في درجة الوضوح
وهو نوع من التحكم الإضافي في التركيز. وهذا مشابه للعدسات الضوئية، فالشعاع الذي تم تركيزه عند مركز الشاشة لن يكون مركزاً على الأطراف للشاشة لاختلاف أطوال المسار للشعاع عند الأطراف عن الطول عند المركز.
وضبط هذا التحكم، يعطي تركيز ووضوح حادعلى كل طول الشاشة. وهذا الضبط والتحكم يتم بتغير جهد ألواح الانحراف وأنودات التعجيل.

### دائرة التبييض (الإفراغ)
عندما يُسلط جهد مسح سن المنشار على ألواح الانحراف الأُفقية لصمام شعاع المهبط، والتي تحرك النقطة المضيئة على الشاشة متخذة خط أُفقي مستقيم وتبدأ من اليسار إلى اليمين خلال فترة المسح. وعندما تتحرك النقطة ببطئ حتى أن معدل الحركة يزيد عن بداية الرؤية الثابتة فإن النقطة تبدو كخط متصل. وأقل من حد هذه البداية فإن النقطة فقط أو جزء من الخط بعد النقطة يظهر. وإذا كانت حركة النقطة سريعة فإنها تظهر كخط أُفقي رفيع ومُظلم أو يمكن أن يكون خط غير مرئي.
وفي الشكل يظهر الشكل الموجي لجهد سن المنشار ويعتبر صورة مثالية حيث أن زمن إعادة الأثر فيه يساوي صفر. لكن في الواقع لا يمكن تحقيق ذلك حيث أنه يوجد زمن لإعادة الأثر في الشكل الموجي.
ومن الرسم نرى أنه خلال زمن إعادة الأثر، فإن النقطة المضيئة تتحرك من اليمين إلى اليسار وتؤدي إلى "لبس"، ويتم إلغاء هذه الظاهرة بتزويد الشبكة بجهد سالب عالي القيمة، خلال زمن إعادة الأثر. وعادةً ما يتم إثارة هذا الجهد بواسطة مولد القاعدة الزمنية.

### دائرة المعايرة
من الطبيعي أن يوجد بالجهاز مذبذب الذي يولد موجة مربعة الشكل وثابتة الجهد. ويثبت هذا المذبذب في داخل راسمة الذبذبات وذلك لأغراض المعايرة.

## نماذج راسمة الذبذبات الأساسية
ويُقصد بها النماذج التي ترسمها النقطة المضيئة على الشاشة في عدد من الحالات، وتُسمى بنماذج ليساجيوس
بفرض أن إشارة جهد جيبي سُلطت على ألواح الانحراف الأُفقية وبدون تسليط أي إشارة جهد على ألواح الانحراف الرأسية. ومن الشكل عند النقطة A على محور الزمن قيمة الجهد تساوي صفر، ولذا فإن النقطة المضيئة تبقى بدون انحراف عند مركز الشاشة. وعند النقطة B على محور الزمن، فإن قيمة الجهد Vh قيمة موجبة قصوى، لذا فإن النقطة المضيئة سوف تكون في أقصى يمين الشاشة. وعند النقطة C على محور الزمن يعود الجهد إلى قيمة الصفر، ولذلك تعود النقطة المضيئة إلى مركز الشاشة. وعند النقطة D على محور الزمن فإن الجهد يكون ذو قيمة سالبة قصوى، وتكون النقطة المضيئة في أقصى اليسار. وعند النقطة E يعود الجهد ليصبح صفراً فتعود النقطة لتصِبح في مركز الشاشة. وفي الدورة التالية للجهد فإن النقطة المضيئة تتحرك من النقطة D إلى النقطة B على الشاشة، وبالتالي نحصل على خط أُفقي على الشاشة، وهذا الخط الأُفقي موجود في موضع المركز أُفقياً.
أما إذا سُلطت إشارة الجهد الجيبي على ألواح الانحراف الرأسية وبدون تسليط أي جهد على ألواح الانحراف الأُفقية فإننا نحصل على خط مستقيم رأسي على الشاشة كما بالأشكال جانباً. هذا الخط سوف يبقى عند مركز الشاشة أُفقياً
أما إذا كانت إشارة الجهد سُلطت على الألواح الرأسية والأُفقية في نفِِس الوقت والطور وتكون متساوية القيمة والتردد، فمن الأشكال، عند النقطة A على محور الزمن فإن الجهد عند كل الألواح يساوي صفر. لذلك فإن النقطة المضيئة عند مركز الشاشة. وعند النقطة B على محور الزمن فإن الجهد على كل الألواح أقصى قيمة موجبة، لذا فإن النقطة المضيئة تظهر عند أقصى اليمين في الاتجاه الأفقي وأقصى مسافة رأسية في الاتجاه الأُفقي. وعند النقطة C في الزمن كلا الجهدين يساوي صفر مرةً أُخرى وتتحرك النقطة المضيئة إلى مركز الشاشة، وعند النقطة D على محور الزمن فإن كلا الجهدين أقصى قيمة سالبة وتظهر النقطة المضيئة في أقصى اليسار أفقياً وفي الاتجاه الأسفل رأسياً. وحيث أن قيم جهود الاشارات في نفس الطور ومتساوية القيم والتردد. فعند أي لحظة تحرك للنقطة المضيئة ستكون في نفس الاتجاهات في المحور السيني (الأفقي) والصادي (الرأسي). إذاً نحصل على خط مستقيم على الشاشة يميل بزاوية °45 على المحور الموجب الأُفقي.
ومن الهام ملاحظة أن أي تحرك للنقطة المضيئة على الشاشة عند أي وقت هي الجمع المتجهي للانحراف الأُفقي والانحراف الرأسي. وأن الانحراف الأُفقي والانحراف الرأسي كلاهما يتناسب مع الجهد المسلط عليه. لذلك فإن إشارات الجهد الجيبية التي لها نفس الطور والتردد والقيمة، عندما تسلط على ألواح الانحراف الأفقية والرأسية فالنتيجة هي الحصول على خط مستقيم يميل °45 على الاتجاه الموجب (ve+) للمحور الأُفقي.
فإذا كانت قيمة الجهد الجيبي المسلط على ألواح الانحراف الرأسي أقل من قيمة الجهد الجيبي المسلط على ألواح الانحراف الأُفقي، سيكون الانحراف على المحور الرأسي السالب من الانحراف على المحور الأُفقي السالب، فنحصل على خط مستقيم يميل بزاوية أقل من °45 على الاتجاه السالب للمحور الأُفقي.
أما إذا كانت قيمة الجهد الجيبي المسلط على الألواح الرأسية أكبر من قيمة الجهد الجيبي المسلط على ألواح الانحراف الأُفقية فتحصل على خط مستقيم يميل على الاتجاه السالب للمحور الأُفقي بزاوية أكبر من °45.
وبفرض الحالة التي فيها قيمة إشارة الجهد الجيبي المسلط على ألواح الانحراف الرأسية متساوية في القيمة، والتردد، مع إشارة الجهد الجيبي المسلط على الألواح الأُفقية ولكنها عكس الطور.
في هذه الحالة ومن الأشكال، فعند النقطة A على محور الزمن فإن قيمة كلا الجهدين تساوي صفر فتكون النقطة المضيئة في مركز الشاشة. وعند النقطة B على محور الزمن فإن الجهد على ألواح الانحراف الأُفقية يكون في أقصى قيمة سالبة، بينما الجهد على ألواح الانحراف الرأسية عند نفس النقطة، أقصى قيمة موجبة لذا فالنقطة المضيئة تتحرك أقصى اليسار وإلى أعلى. وبالمثل النقطة C على محور الزمن تعود النقطة المضيئة إلى موضع المركز على الشاشة. وعند النقطة D في الزمن فالنقطة المض1يئة تذهب إلى أقصى اليمين وإلى أسفل ونحصل على خط مستقيم يميل بزاوية مقدارها °135 على المحور الأُفقي وفي الاتجاه الموجب.
وفي الحالة الثالثة، نفرض أن قيمة إشارات الجهد الجيبي، وترددها المسلطة على ألواح الانحراف الأُفقية والرأسية متساوية. ولكن بينهما فرق في الطور بمقدار °90. فإننا نحصل على دائرة على الشاشة.
عند النقطة A على محور الزمن فإن الجهد المسلط على ألواح الانحراف الأُفقية، هو أقصى قيمة موجبة والجهد المسلط على ألواح الانحراف الرأسية قيمته صفر، لذا تتحرك النقطة المضيئة إلى أقصى اليمين على المحور الأُفقي، وبدون تحرك على المحور الرأسي. وعند النقطة B على محور الزمن، الجهد المسلط على ألواح الانحراف الأُفقية قيمته صفر لكن الجهد المسلط على المحور الرأسي أقصى قيمة موجبة لذا تتحرك النقطة المضيئة إلى أعلى فقط بدون أي تحرك أُفقي. وبالمثل للنقطة D ، C على محور الزمن على الشاشة. وفي خلال دورة جيبية واحدة ترسم النقطة المضيئة دائرة على الشاشة.

.

ويمكن إثبات هذا نظرياً أنه خلال دورة كاملة من الموجة الجيبية رسمت النقطة المضيئة دائرة على شاشة راسمة الذبذبات. نفرض عند أي لحظة أن dn هي انحراف النقطة المضيئة على المحور الأُفقي. وأن dy هو مقدار الانحراف على المحور الرأسي. إذاً محصلة انحراف النقطة المضيئة d يساوي :
(1) {\displaystyle d={\sqrt {d_{h}^{2}+d_{y}^{2}}}}
وحيث أن الانحراف يتناسب مع الجهد المسلط أي أن
{\displaystyle V_{h}=V_{h}cos\omega t}
{\displaystyle V_{v}=V_{v}sin\omega t}
إذن
{\displaystyle d_{h}=D_{h}cos\omega t}
{\displaystyle d_{v}=D_{v}sin\omega t}
بالتعويض بالقيم السابقة dv ،dh في المعادلة (1)
(2) {\displaystyle d={\sqrt {D_{h}^{2}cos^{2}\omega t+D_{v}^{2}sin^{2}\omega t}}}
وحيث أن إشارات الجهد متساوية القيمة، إذن Dh = Dv = D
وبالتعويض في المعادلة (2)
{\displaystyle d=D{\sqrt {cos^{2}\omega t+sin^{2}\omega t}}=D}
من المعادلة السابقة نجد أن انراف النقطة المضيئة d من مركز الشاشة ثابت ويساوي D عند أي وقت من الدورة الجيبية. وبالتالي أمكن إثبات أن النقطة المضيئة ترسم دائرة على الشاشة عندما تتحرك من النقطة A إلى B إلى C وهكذا.
ويمكن اعتبار حالات أُخرى بين إشارات الجهد الجيبي المتساوية التردد والمتساوية القيمة مع وجود فرق في الطور قيمته °0، °90، °180 بينهم.
وبالتماثل يمكن أن نفهم بسهولة النماذج التي يمكن أن تظهر لأي زاوية بين هذه الزوايا سوف تكون شكل قطع ناقص (بيضاوي).
وعندما تكون وعندما تكون إشارات الجهد متساوية القيمة ومتساوية التردد فإن المحور الرئيسي في القطع الناقص سيميل بزاوية °45 أو °135 مع المحور الأُفقي الموجب. لكن عندما تكون إشارات الجهد مختلفة القيم ومتساوية التردد فإن المحور الرئيسي للقطع الناقص سيميل بزوايا مختلفة تعتمد على الفرق في قيم إشارات الجهد. فالزيادة في جهد ألواح الانحراف الرأسية يجعل المحور الرئيسي للقطع الناقص يميل بزوايا أكبر من °45 أو أقل من °135، أما إذا كان جهد الانحراف الأُفقي أكبر فهذا يجعل المحور الرئيسي للقطع الناقص يميل بزاوية أقل من °45 وأكبر من °135.

## قياس الكميات الكهربائية بواسطة راسمة الذبذبات
جهاز راسمة الذبذبات هو جهاز كثير الاستعمال في المعمل لقياس الجهد والتيار والتردد وزاوية الطور لأي كمية كهربائية.

### قياس فرق الطور
ناقشنا موضوع وجود إشارتين للجهد جيبية الشكل متساوية التردد ولها بعض فروق الطور وسُلطت على ألواح الانحراف لراسمة الذبذبات، فيظهر خط مستقيم أو قطع ناقص يظهر على الشاشة. ففي حالة ظهور خط مستقيم على الشاشة فإن زاوية الطور تكون إما صفراً أو °180. أما في حالة القطع الناقص تستعمل معادلة لتحديد فرق الطور.
نفرض وجود إشارتين للجهد جيبية الشكل تُعطى كالآتي :
{\displaystyle v_{h}=V_{h}sin\omega t}
{\displaystyle v_{v}=V_{v}sin(\omega t+\phi )}
حيث {\displaystyle \phi } هي فرق الطور.
وحيث أن الانحراف يتناسب مع قيمة الجهد. إذن.
{\displaystyle d_{h}=D_{h}sin\omega t}
{\displaystyle d_{v}=D_{v}sin(\omega t+\phi )}
وعند الزمن صفر، فإن قيمة dv ، dh هي dho = 0. وأيضاً {\displaystyle d_{vo}=D_{v}sin\phi }
إذن
{\displaystyle sin\phi ={\frac {d_{vo}}{D_{v}}}}
ويوضح الشكل قيم DV ، d.vo. وبالتالي فإن فرق الجهد بين الجهدين الجيبيين المتساويين في التردد يمكن تحديده بقياس Dv ، dvo
توضح الأشكال أن Vv تتقدم Vh بزاوية طور {\displaystyle \phi }. وإذا تم عكس الموقف فإن Vh تتقدم vv بزاوية طور {\displaystyle \phi }. عندئذٍ فإن القطعالناقص يظهر على الشاشة وبسبب هذه الحقيقة يمكن أن نحدد فقط زاوية الطور بين جهدين جيبيين. ولا يمكن أن نحدد ما هو الجهد المتقدم وما هو الجهد المتأخر.

### قياس التردد لإشارة جهد
النماذج التي تم الحصول عليها على الشاشة ومناقشتها سابقاً تسمى نماذج ليساجيوس. وهو نموذج ثابت على شاشة راسمة الذبذبات. وهذا يعني أن النقطة المضيئة ترسم نفس النموذج في دورة من دورات إشارات الجهد. وأن نسبة الترددات لإشارة الجهد الرأسية والأُفقية سوف تكون نسبة عدد صحيح أو كسر للحصول على نموذج ثابت. إذاً شرط الحصول على نموذج ليساجيوس على الشاشة هو {\displaystyle {\frac {F_{y}}{f_{x}}}={\frac {A}{B}}} حيث B ،A عدد صحيح. x المحور الأُفقي، y المحور الرأسي.
وهذه النماذج نوعين. الأول، نموذج مغلق وليس له نهاية حرة. أما النوع الثاني فهو نموذج مفتوح وله أطراف حرة. وكلاهما موضحين في الأشكال.
في نموذج ليساجيوس، نجد أن نسبة التردد للإشارة الرأسية إلى تردد الإشارة الأُفقية تساوي نسبة القمم الموجبة على المحور الرأسي إلى القمم الموجبة على المحور الأُفقي في هذا النموذج.
القمم الموجبة على المحور الرأسي\القمم الموجبة على المحور الأُفقي = {\displaystyle {\frac {F_{y}}{f_{x}}}}
وبالتالي فإن عدد القمم الموجبة على المحور الرأسي والقمم الموجبة على المحور الأُفقي على نموذج ليساجيوس. يعطي قيمة النسبة بين ترددات إشارتي الجهد. وفي حالة النموذج المفتوح فإن الأطراف الحرة تعمل كأنها نصف قمة.
وللحصول على التردد، تُسلط إشارة الجهد المجهولة على ألواح الانحراف الرأسية، وتغذي ألواح الانحراف الأُفقية من مصدر تردد متغير دقيق ومعاير. يتم ضبط تردد مصدر التردد المتغير حتى نحصل على النوذج الثابت ظاهراً على الشاشة. وبقراءة قيمة التردد للإشارة الأُفقية باستخدام تدريج معاير. فإن تردد إشارة الجهد المسلطة على الألواح الرأسية يمكن معرفتها.
وفي حالة الحصول على نموذج ثابت عبارة عن عروة واحدة فإن تردد الجهد الجيبي المسلط على ألواح الانحراف الرأسية هو نفس تردد الجهد الجيبي المسلط على ألواح الانحراف الأُفقية، وفي حالة الحصول على شكل ليساجيوس المعقد. فإن تردد الجهد المتغير يمكن الحصول عليه بالعلاقة التالية :
نقط التماس للخط الرأسي \ نقط التماس للخط الأُفقي = {\displaystyle {\frac {F_{y}}{f_{x}}}={\frac {\omega _{x}}{\omega _{y}}}}
وأحياناً يمكن الحصول على أنواع مختلفة من النماذج على الشاشة لإشارة جهد وبترددات معينة كما بالشكلين، ففي كلاهما فإن النسبة بين القمم الموجبة الرأسية إلى القمم الموجبة الأُفقية متساوية في كلتا الحالتين. ونسبة الترددات للإشارة الرأسية والأُفقية واحدة. لكن شكل النماذج مختلف بسبب فرق الطور لإشارات الجهد المسلطة على الألواح الأفقية والرأسية. وراسمة الذبذبات هي جهاز غير دقيق لقياس التردد للجهد المتغير. ولأن الدقة تعتمد مباشرة على التدريج المعاير لمصدر التردد المتغير وعادةً ما يكون نسبة مئوية قليلة. فيستخدم للتقدير التقريبي للتردد، أو عندما يكون شكل موجة الجهد معقداً، بحيث يصعب لمقياس التردد أن يعمل بصورة صحيحة.

### قياس الجهد والتيار
يمكن استخدام راسمة الذبذبات لقياس الجهد لأي إشارة كهربائية. حيث أن انحراف الشعاع الإلكتروني يتناسب مباشرة مع جهد ألواح الانحراف. ولقياس الجهد المستمر. أولاً يتم وضع النقطة المضيئة في مركز الشاشة بدون تسليط أي إشارة جهد على ألواح الانحراف. ثم يُسلط الجهد المباشر المراد قياسه بين زوجين من ألواح الانحراف ويُلاحظ انحراف النقطة المضيئة على الشاشة. ويضرب قيمة الانحراف في معامل الانحراف فيعطي قيمة الجهد المستمر المسلط. وعادةً ما تعاير الشاشة على ظروف تشغيل ثابتة، وبقراءة التدريج يمكن قياس قيمة الجهد مباشرة بواسطة راسمة الذبذبات.
أما في حالة قياس الجهد المتغير، ذو الشكل الجيبي، فإنه يُسلط على زوج من ألواح الانحراف ويُقاس طول الخط المستقيم وبمعرفة قيمة حساسية الانحراف يمكن تحديد قيمة المسافة بين القمة والقمة للجهد المتردد المسلط على الألواح. وتكون القمة الفعالة (rms) للجهد المتردد المسلط مساوية للمسافة بين القمة والقمة مقسومة على {\displaystyle 2{\sqrt {2}}} للشكل الموجي الجيبي.
ولقياس التيار. يمرر التيار المراد قياسه خلال مقاومة غير حثية معروفة وبقياس الهبوط في الجهد على هذه المقاومة بواسطة راسمة الذبذبات كما ذكر سابقاً، وتحدد قيمة التيار ببساطة بقسمة الهبوط في الجهد المقاس وقيمة المقاومة غير الحثية. وفي حالة قياس التيار ذو القيمة الصغيرة جداً، فإن قيمة الهبوط في الجهد على هذه المقاومة، قيمة صغيرة، وعادةً ما يتم تكبيره بواسطة مكبر معاير.
ويمكن قياس الجهد والتيار في نفس الوقت، وذلك باستخدام راسمة الذبذبات ذو شعاع مزدوج.

### قياس مفاقيد العزل الكهربائي
الدائرة الكهربائية الخاصة بقياس مفاقيد العزل الكهربائي بواسطة راسمة الذبذبات موضحة بالشكل. حيث C المكثف الكهربائي المشكل بالمادة العازلة كهربائياً تحت الاختبار. و Cs هو المكثف العياري ذو المفاقيد التي يمكن إهمالها. وهذه المكثفات نوصل على التوالي عبر مصدر كهربائي متغير Ac. والجهد على المكثف C أو جزء منه يُسلط على الألواح الأُفقية السالبة، والجهد العياري Cs يُسلط على الألواح الرأسية السالبة لراسمة الذبذبات.
والجهد على المكثف العياري Cs سوف يتأخر عن التيار بزاوية طور °90، والجهد على المكثف C سيتأخر عن التيار بزاوية طور °90 تماماً بسبب مفاقيد المكثف وبالتالي سوف يكون هناك فرق في الطور بين الجهدين على المكثفين. فإذا كان الجهد جيبياً فإن الأثر على الشاشة سوف يكون قطعاً ناقصاً، كما بالشكل. ومساحة هذا القطع سوف تمثل القدرة المفقودة لكل دورة للمكثف تحت الاختبار C، وبزيادة المفاقيد تحت الاختبار C، يزيد فرق الطور بين الجهدين. وتزيد مساحة القطع الناقص.
والشغل المبذول على المكثف C على مدى أي فترة زمنية يُعطى كالآتي :
{\displaystyle dw=\int vidt=\int V{\frac {dq}{dt}}.dt=\int dq}
حيث V قيمة الجهد اللحظي على المكثف المختبر. وq هي الشحنة اللحظية على المكثف Cs
فإذا كانت حساسية الانحراف لراسمة الذبذبات هي x,y mm/v وذلك في المحور الرأسي والأُفقي على الترتيب. عندئذٍ فإن المساحة المهشرة في الشكل السابق ستكون {\displaystyle xV.y{\frac {dq}{C_{s}}}mm^{2}}. وبما أن النقطة المضيئة تتحرك من النقطة A إلى النقطة B فإن المساحة بين المنحنى AB والمحور الرأسي تُعطى بالعلاقة :
في المكثف C الشغل المبذول عليه {\displaystyle \int xvy{\frac {dq}{C_{s}}}={\frac {xy}{C_{s}}}\int vdq={\frac {xy}{C_{s}}}\times }
وعندما تتحرك النقطة المضيئة من النقطة B إلى النقطة C، فإن كلاً من الجهد على المكثف C والشحنة على المكثف Cs يتم تقليلهم ولذلك فإن الطاقة تعود إلى الدائرة وهذه الكمية من الطاقة تمثل المساحة بين المنحنى BC والمحور الرأسي. لكن المساحة المحاطة بالمنحنى ABC والمحور الرأسي تمثل الشغل المبذول على العازل الكهربائي ولا تعود إلى الدائرة. وبالمثل فإن المساحة المحاطة بالمنحنى CDA تمثل الشغل المبذول خلال نصف الدورة المتبقي وبالتالي فإن مساحة القطع الناقص تمثل الشغل المبذول على العازل الكهربائي لكل دورة.
حيث المساحة = الشغل المبذول × {\displaystyle {\frac {xy}{C_{s}}}}
الشغل المبذول أو مفاقيد العزل الكهربي لكل دورة = مساحة القطع الناقص × {\displaystyle {\frac {C_{s}}{xy}}}
القدرة المفقودة = مساحة القطع الناقص بالوات × {\displaystyle {\frac {fC_{.s}}{xy}}}

## راسمات الذبذبات الخاصة
هناك أنواع عديدة من راسمات الذبذبات المناسبة للتطبيقات المختلفة.

### راسمة الذبذبات مزدوج الشعاع
(بالإنجليزية: Dual Beam Oscilloscope)‏
يستخدم هذا النوع شعاعين إلكترونيين منفصلين. ومجموعتين من ألواح الانحراف الرأسية، مع ألواح انحراف أُفقية عامة. وأنبوبة أشعة المهبط. ومولد القاعدة الزمنية، ويمكن أن يكون عاماً للشعاعين الإلكترونيين، أو هناك قاعدة زمنية لكل شعاع، وفي حالة القاعدة الزمنية المشتركة (العامة) فإن شعاع واحد فقط يتزامن مع الوقت، ولذلك فإن إشارات الدخل يجب أن تكون بنفس التردد أو يكون هناك توافق بينهما لكي يظهر كلا الشعاعين على شاشة صمام أشعة المهبط. ووجود مولد مستقل للقاعدة الزمنية يسمح بمعدلات مسح مختلفة للشعاعين لكن حجم ووزن راسمة الذبذبات سوف يزيد.
ومثل هذا راسمة الذبذبات يجعل من الممكن ملاحظة شكلين موجيين لهما علاقة زمنية عند نقاط مختلفة ومناسبة تماماً لإشارات دخل منفصلة.

### راسمة الذبذبات مزدوج الأثر
(بالإنجليزية: Dual Trace Oscilloscope)‏
يستخدم هذا النوع مدفع إلكتروني واحد. ويعطي أثر مزدوج، مرسوم بواسطة التشغيل الإلكتروني لإشارتين منفصلتين، وتوجد قناتي دخل رأسية منفصلتين أو الدائرة A والدائرة B، ويستخدم كذلك في هذا راسمة الذبذبات موهنين منفصلين. ومراحل تكبير ابتدائية. وبذلك فإن قيمة كل إشارة يمكن التحكم فيها مستقلة. وخرج مرحلة المكبر الابتدائي يدخل إلى مفتاح إلكتروني الذي يمكنه تمرير إشارة واحدة وقتياً إلى المكبر الرأسي لراسمة الذبذبات ويكون إظهار الدخل مستمراً ومتصلاً في نفس الوقت مع العينات بالرغم أنه يظهر كعينة.
وتوجد حالتين عامة لتشغيل المفتاح الإلكتروني. تسميان حالة التناوب، وحالة القطعة. ففي الحالة الأولى (التناوب) فإن المفتاح الإلكتروني يغذي كل إشارة بالتناوب إلى المكبر الرأسي وإلى القناة B ،A ويضيف مركبات تيار مستمر لكل إشارة. وهذه المركبة الـ DC توجه الشعاع بالتناوب إلى أعلى وأسفل نصف الشاشة. ويحدث التوصيل عند بداية كل مسح جديد للمسح أو القاعدة الزمنية للمولد. ومعدل توصيل المفتاح الإلكتروني يتزامن مع معدل المسح لكي ترسم النقطة المضيئة لصمام شعاع المهبط إشارة القناة A على مسح معين، وإشارة القناة B على المسح التالي. وحالة التناوب لا يمكن استخدامها في إظهار إشارات ذات تردد منخفض جداً.
أما في حالة القطعة فإن المفتاح الإلكتروني يعمل حراً عند تردد عالي (في حدود 100 إلى 500 كيلو هرتز "KHz")، ومستقل تماماً عن تردد القاعدة الزمنية للمولد. والنتيجة أن عينة صغيرة من القناة B ،A يتم توصيلها بالتناوب للمكبر الرئيسي الرأسي عند معدل قطع سريع نسبياً (حوالي 500KHz) ويظهر على الشاشة في حالة القطع بمعدل أسرع بكثير من معدل المسح الأُفقي. فإن الإظهار سوف يكون خط متصل لكل قناة. وإذا كان معدل القطع بطيء تفقد استمرارية الإظهار ويفضل استعمال حالة التشغيل المتناوب.
وفي حالة التشغيل X-Y يفصل مولد القاعدة الزمنية وتوصل القناة B إلى المكبر الأُفقي وحيث أن المكبرات الابتدائية متماثلة ولها نفس خط التأخير فإنه يمكن عمل قياسات X-Y دقيقة، وراسمة الذبذبات مزدوجة الأثر يستخدم في الصناعة على نطاق واسع وفي معامل الأبحاث.

### راسمة الذبذبات أخذ العينة
(بالإنجليزية: Sampling Oscilloscope)‏
وهذا يعني ملاحظة الإشارات الكهربائية بأخذ عينة من شكل موجة الدخل وإعادة بناء شكلها من العينة. ومثل هذه العينات ذات التردد العالي لا يمكن رؤيتها براسمة الذبذبات العادية لأن مدى التردد محدود بمدى الكسب في عرض المدى الناتج عن المكبر الرأسي. وعينة التردد يجب أن تكون منخفضة إلى من تردد إشارة الدخل. وهذا يعني أنه يمكن استخدام راسمة الذبذبات ذو مدى عرض تردد 10 MHz لملاحظة إشارة دخل ذات تردد عالي جداً مثل 1000 MHz، ويمكن أخذ عدد من العينات يصل إلى 1000 عينة لإعادة تكوين الشكل الموجي الأصلي.
في راسمة الذبذبات أخذ العينة تُشكل موجة الدخل المتكررة وتُسلط على بوابة أخذ العينة، ونبضات العينة تؤثر لحظياً على الموحدات الخاصة باتزان بوابة أخذ العينة في الاتجاة الأمامي ولذلك يوصل مكثف بوابة الدخل إلى نقطة الاختبار. هذه المكثفات تُشحن قليلاً وحتى مستوى الجهد لدائرة الدخل. ثم يكبر جهد المكثف بواسطة مكبر رأسي يسلط على ألواح الانحراف الرأسية. وهذه العينة يجب أن تتزامن بتردد إشارة الدخل. وتؤخر الإشارة في المكبر الرأسي لتسمح للمسح الأُفقي بأن يبدأ بإشارة الدخل.
وعند بداية كل دورة عينة، فإن نبضة الإشارة تشغل المذبذب ويتولد جهد خطي مائل، هذا الجهد المائل يُسلط على مقارن جهد الذي يقارن الجهد المائل بجهد الخرج لمولد الجهد المتدرج، وعندما يتساوى الجهدان في القيمة، فإن مولد الجهد المتدرج يسمح له بأن يتقدم خطوة واحدة، وبالمثل فإن نبضة العينة تُسلط على بوابة أخذ العينة، عند هذه اللحظة، وتؤخذ عينة من جهد الدخل، وتكبر وتسلط على ألواح الانحراف الرأسية، ويكون تباين الصورة النهائية على شاشة صمام الأشعة المهبطية يُحدد بحجم الخطوات الخاصة بمولد الدرج، وكلما كان حجم هذه الخطوات صغيراً، كلما زاد عدد العينات كلما كان تباين الصورة أعلى.

### راسمة الذبذبات الرقمي
(بالإنجليزية: Digital Oscilloscope)‏
يعطي هذا النوع من راسمات الذبذبات قراءات رقمية لمعلومات الإشارة مثل قيمة الجهد، الزمن، بالإضافة إلى الإظهار العادي للإشارة على شاشة أنبوبة الأشعة المهبطية. ويتكون الجهاز من CRO معملي ذو سرعة عالية بالإضافة إلى عداد إلكتروني. كل ذلك في جهاز واحد.
نطاق المواضع من 0% إلى 100% تتحقق بجزئين واضحين في الأثر المرسوم على صمام أشعة المهبط. وكل منطقة (نطاق) يمكن تحريكها إلى أي جزء من الشاشة. وخطوات تقسيم الجهد من 0 وحتى 100% من جهود الذاكرة. توضع لتوقيت البدء وتوقيت الإيقاف وعند التطابق.
أي من الأشكال الموجية الداخلة مع النسبة المئوية المختارة. يتم الإحساس بها بمقارن الجهد. وعدد نبضات الساعة الخاصة بالعينة الحقيقية المأخوذة يتم قراءتها رقمياً في لحظة على شاشة أنبوبة العرض السريعة الرقمية في نانو/ميكرو/مللي ثانية.
ويتم الحصول على الإظهار على الشاشة بأخذ عينة الـ 0% كجهد أساس كما اختير بواسطة دائرة الذاكرة. وعندما ينتج جهد خطي مائل بواسطة مولد الخطوط المائلة يساوي 0% كأساس، تفتح البوابة، وعندما يساوي هذا الجهد السابق 100% كأساس تغلق البوابة. ويتم قراءتها بالميللي فولت أو الفولت على الشاشة الرقمية.

### المسح المتأخر
(بالإنجليزية: Delayed Sweep)‏
المسح المتأخر هي وسيلة إضافية متوفرة في الكثير من راسمات الذبذبات المعملية عالية الجودة. تمكن من تحسين التباين في قياسات الزمن. والمسح المتأخر هو إجراء تقني يضيف كمية مدققة من الوقت بين نقطة الإثارة وبداية مسح الشاشة. عندما يستخدم راسمة الذبذبات في حالة مسح فإن بداية المسح الأُفقي يمكن تأخيرها.
بدايةً من عدد قليل من الميكروثانية لحوالي 15 ثانية أو أكثر. كما يسمح المسح المتأخر للمشغل لأن يختار أي وقت تأخير محدد بواسطة قرص مدرج معاير (10 لفة) ويتم عمل التأخير وذلك بتسليط جهد المسح الخطي المائل على مقارن الجهد الذي يعطي نبضة إثارة (تشغيل) عند آخر نقطة في الزمن. والمسح المتأخر يبدأ عند الزمن المختار والذي عادةً ما يكون أسرع بمقدار عشر مرات أو مرتين من المسح المتأخر مستخدماً سرعة عالية جداً للمسح المتأخر كما يتم تكبير ملحوظ حتى يمكن ملاحظة الظاهرة ذات الفترة الزمنية القصيرة التي تحدث بعد فترة التأخير التي تحدث بعد فترة التأخير التي تتبع الإثارة.
وخصائص المسح المتأخر تزيد من تداول راسمة الذبذبات وبحيث يمكنه تكبير الجزء المختار من المسح غير المتأخر، ويقيس قفزات الشكل الموجي أو الارتفاع الزمني. واختبار تعديل النبضة - الزمن. بالإضافة إلى تطبيقات أُخرى.

### راسمة الذبذبات التخزين المحاكي (التماثلي)
(بالإنجليزية: Analog Storage Oscilloscope)‏

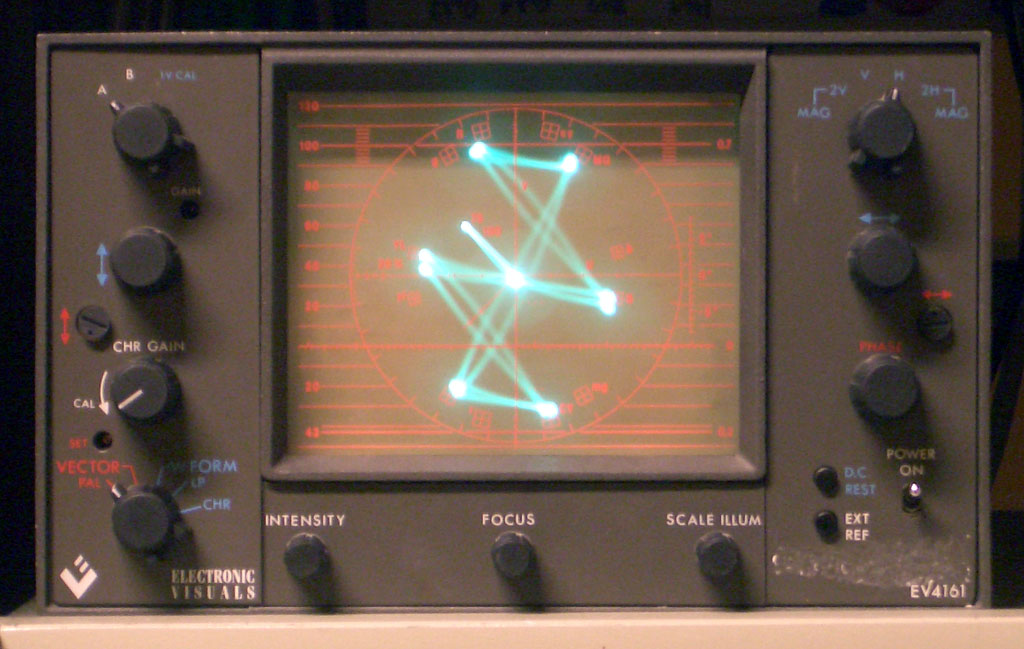
راسمة الذبذبات التخزين المحاكي

يمكن تمييز الأهداف المخزنة من الأهداف القياسية الفسفورية. وذلك بقدرتها الاحتفاظ بنموذج الشكل الموجي لمدة طويلة (من 10 إلى 150 ساعة بعد إنتاج النموذج على الشاشة). وفي CRT العادية فإن التواجد الفسفوري يختلف من ميللي ثانية قليلة إلى عدة ثوانٍ. وكنتيجة لذلك، حيث التواجد على الشاشة هو أصغر من المعدل الذي يتم عنده المسح على الشاشة، سوف يخفت بداية الإظهار قبل أن تأتي النهاية.
يستخدم راسمة الذبذبات الخازن المحاكي ظاهرة الانبعاث الإلكتروني الثانوي لأن يخلق ويخزن شحنات إلكتروستاتيكية على سطح هدف معزول.
وتستخدم رسمات الذبذبات على نطاق واسع في ملاحظة الزمن الحقيقي للأحداث التي تدث مرة واحدة فقط. وكذلك لإظهار الشكل الموجي للإشارة ذات التردد المنخفض جداً (VLF). وبناء الـ CRT التي تستعمل تقنيات ثبات التخزين المتغير، والتي تدعى نصف نغمة، أو شبكة التخزين للـ CRT. وبثبات التغير فإن أثر المسح البطيء يمكن تخزينه على الشاشة باستمرار وذلك بضبط ثبات شاشة الـ CRT حتى تتشابه مع زمن المسح.
والـ CRT ذات شبكة التخزين تحتوي على مدافع الفيضان الإلكتروني، وإلكترود الحماية، بالإضافة إلى شبكة التخزين وكل عناصر الـ CRT العيارية. وشبكة التخزين خلف الشاشة الفسفورية شبكة موصلة مغطاه بمادة عازلة كهربائياً. وتتكون من طبقة رقيقة من مادة فلوريد المغنسيوم. ومدفع الكتابة هو مدفع إلكتروني عالي الطاقة، مماثل للمدفع الإلكتروني العادي، ويعطي شعاع إلكتروني ضيق ومركز ممكن حرفه، ويُستخدم المدفع لكتابة المعلومات التي يمكن تخزينها، ويرسم مدفع الكتابة نموذج موجب الشحنة على شبكة التخزين أو شبكة الهدف، بتوقف الانبعاث الإلكتروني الثانوي، ويبقى هذا النموذج الموجب الشحنة في مكانه على مخزن الهدف. والشعاع الإلكتروني الذي ينحرف بطريقة طبيعية في كلا الاتجاهين الأُفقي والرأسي يرسم نموذج الموجة فوق شبكة التخزين.
ولكي ترى النموذج حتى بعد مرور ساعات عديدة، تستخدم مدافع إلكترونية خاصة، تعرف بمدافع الفيضان، ومدافع الفيضان بسيطة التكوين وتوضع داخل الـ CRT في مكان بين ألواح الانحراف ومخزن الهدف. وهي تبث إلكترونات منخفضة السرعة وتغطي مساحة كبيرة في اتجاه الشاشة، ويتم ضبط مسارات الإلكترونات بواسطة إلكترود يتكون من غطاء موصل على السطح الداخلي للـ CRT. وهذه الإلكترودات تُثار لكي توزع إلكترونات مدفع الفيضان بالتساوي على سطح شبكة الهدف وتجعل الإلكترونات عمودية على شبكة التخزين. ويتم توقيف معظم إلكترونات الفيضان وتجمع بواسطة شبكة التجميع وبالتالي لا تصل إلى الشاشة الفسفورية، والإلكترونات القريبة فقط من الشحنة المخزنة تشد إلى مخزن الهدف بقوة كافية لأن تضرب الشاشة الفسفورية. ولذلك فإن إظهار الـ CRT سوف ينسخ النموذج تماماً الذي خزن من قبل على الهدف. ويستمر الإظهار طالما تعمل مدافع الفيضان ولمحو النموذج على مخزن الهدف، تُسلط شحنة سالبة لكي تعادل الشحنة الموجبة المخزنة. ولتحقيق ثبات التغير فإن جهد المحو يسلط على شكل نبضات بدلاً من الجهد المستمر الثابت، وبتغير عرض هذه النبضات يتم التحكم في عمله.

## المفتاح الإلكتروني
المفتاح الإلكتروني هو جهاز هام جداً والذي يمكّن إشارتين لأن يظهرا معاً على راسمة الذبذبات ذو الأثر الواحد. ويتكون المفتاح الإلكتروني أساساً من مولد موجة مربعة. والإشارتين المطلوب إظهارهما تسلط كل منهما إلى مرحلة تحكم وكسب منفصلة، وبوابة المراحل تُغذى بالتناوب للتوقف، بإشارة موجة مربعة من المولد. وبالتالي فإن بوابة مرحلة واحدة تكون في حالة عمل لكي تمرر إشارتها عند أي وقت. ويسلط خرج المرحلتين مباشرة إلى مدخل راسمة الذبذبات، ويتم عمل ضبط قيم الإشارتين بواسطة التحكم في الكسب. وعندما يكون معدل القفل والذي يتحدد بتردد الموجة عالياً بدرجة كافية فتظهر كل إشارة مستمرة حتى ولو أنها في الحقيقة تُقطع دورياً. ويمكن أن تكون معدلات القفل عالية حتى 100KHz.
ويمكن تحريك الآثار على الشاشة إلى أعلى وإلى أسفل بواسطة مفتاح التحكم في الوضع. كما أنه يمكن تطابق الآثار فوق بعضها لسهولة المقارنة. وإشارة المسح المنتجة تكون خطية تماماً ويمكن معايرتها بالزمن لكل ميللي متر. وبذلك يمكن قياس الزمن والتردد بدقة كافية.

## مجسات راسمة الذبذبات
المجس (بالإنجليزية: Probe)‏ هو وسيلة التوصيل التي توصل الدائرة تحت الاختبار لراسمة الذبذبات بدون تغيير أو تحميل أو اضطراب للدائرة المختبرة. وجسات راسمة الذبذبات مختلفة الأنواع.

### مجس مباشر
هو أبسط أنواع المجسات. ويستعمل كابل محوري محمي. فهو يتفادى الالتقاطات الشاردة التي يمكن أن تسبب مشاكل عند قياس الإشارات ذات المستوى المنخفض. وعادةً ما يستخدم للدوائر ذات التردد والإعاقة المنخفضة . ومع ذلك وعند استخدام من هذا النوع. يضاف مكثف توازي للمجس كما يضاف كابل لمعاوقة الدخل وسعة المدى. وتميل إلى تخفيض استجابة راسمة الذبذبات لمعاوقة وتردد الدوائر.

### مجس العزل
يستخدم هذا المجس لتفادي تأثيرات تحميل الدائرة غير المرغوب فيها نتيجة المجس المحجب. وصنع مجس العزل بوضع مقاومة كربونية على التوالي مع طرف الاختبار.
ومثل هذا المجس يمكن أن يتسبب بتغير طفيف في قيمة الشكل الموجي، وبتغير طفيف أيضاً في شكل الموجة، ولتفادي هذا الاحتمال يستخدم مجس ذو معاوقة التعويض العالية ويسمى مجس السعة المنخفضة أو المجس 10:1

### المجس عالي المعاوقة
أو مجس السعة المنخفضة أو المجس 10:1 (المجس السلبي). يستخدم هذا المجس في زيادة مقاومة الدخل وتقليل تأثير سعة الدخل لراسمة الذبذبات